# 1 500 mètres féminin aux championnats du monde d'athlétisme en salle 2018
Pour un article plus général, voir Championnats du monde d'athlétisme en salle 2018.
Navigation
2016 2022
L'épreuve du 1 500 mètres féminin des championnats du monde en salle 2018 se déroule les 2 et 3 mars 2018 à la Barclaycard Arena de Birmingham, au Royaume-Uni.

## Résultats

### Finale
| Rang               | Couloir | Athlète            | Nationalité | Temps   | Notes |
| ------------------ | ------- | ------------------ | ----------- | ------- | ----- |
| Médaille d'or      | 3       | Genzebe Dibaba     | Éthiopie    | 4:05.27 |       |
| Médaille d'argent  | 8       | Laura Muir         | Royaume-Uni | 4:06.23 |       |
| Médaille de bronze | 7       | Sifan Hassan       | Pays-Bas    | 4:07.26 |       |
| 4                  | 5       | Shelby Houlihan    | États-Unis  | 4:11.93 |       |
| 5                  | 4       | Winny Chebet       | Kenya       | 4:12.08 |       |
| 6                  | 2       | Aisha Praught      | Jamaïque    | 4:12.86 |       |
| 7                  | 1       | Beatrice Chepkoech | Kenya       | 4:13.59 |       |
| 8                  | 9       | Rababe Arafi       | Maroc       | 4:14.94 |       |
| 9                  | 6       | Colleen Quigley    | États-Unis  | 4:15.97 |       |
| 10                 | 10      | Meraf Bahta        | Suède       | 4:23.05 |       |

### Séries
Les séries ont débute à 19h13, heure locale.
| Rang | Série | Athlète             | Nationalité     | Temps   | Notes |
| ---- | ----- | ------------------- | --------------- | ------- | ----- |
| 1    | 3     | Sifan Hassan        | Pays-Bas        | 4:05.46 | Q, SB |
| 2    | 3     | Winny Chebet        | Kenya           | 4:05.81 | Q, PB |
| 3    | 3     | Rababe Arafi        | Maroc           | 4:06.12 | q     |
| 4    | 3     | Shelby Houlihan     | États-Unis      | 4:06.21 | q, PB |
| 5    | 1     | Genzebe Dibaba      | Éthiopie        | 4:06.25 | Q     |
| 6    | 1     | Laura Muir          | Grande-Bretagne | 4:06.54 | Q     |
| 7    | 1     | Aisha Praught       | Jamaïque        | 4:07.51 | q     |
| 8    | 2     | Beatrice Chepkoech  | Kenya           | 4:09.12 | Q     |
| 9    | 2     | Colleen Quigley     | États-Unis      | 4:09.31 | Q, PB |
| 10   | 2     | Kate van Buskirk    | Canada          | 4:09.42 | PB    |
| 11   | 2     | Dominique Scott     | Afrique du Sud  | 4:09.80 |       |
| 12   | 1     | Marta Pérez         | Espagne         | 4:09.90 |       |
| 13   | 1     | Gabriela Stafford   | Canada          | 4:09.94 | PB    |
| 14   | 3     | Dawit Seyaum        | Éthiopie        | 4:10.20 |       |
| 15   | 3     | Linn Nilsson        | Suède           | 4:10.36 |       |
| 16   | 1     | Diana Sujew         | Allemagne       | 4:10.64 |       |
| 17   | 1     | Luiza Gega          | Albanie         | 4:10.65 |       |
| 18   | 3     | Ciara Mageean       | Irlande         | 4:11.81 |       |
| 19   | 2     | Hanna Klein         | Allemagne       | 4:12.11 |       |
| 20   | 2     | Eilish McColgan     | Grande-Bretagne | 4:13.32 |       |
| 21   | 1     | Simona Vrzalová     | Tchéquie        | 4:14.11 |       |
| 22   | 2     | Malika Akkaoui      | Maroc           | 4:15.09 |       |
| 23   | 3     | Anita Hinriksdottir | Islande         | 4:15.73 |       |
| 24   | 2     | Meraf Bahta         | Suède           | 4:22.40 | qR    |
| 25   | 2     | Claudia Bobocea     | Roumanie        | 4:24.60 |       |
| —    | 1     | Eliane Saholinirina | Madagascar      | DNF     |       |

## Légende
Records et Performances
- AR : Record continental (area record)
- CR : Record des championnats (championship record)
- MR : Record du meeting (meet record)
- NR : Record national (national record)
- OR : Record olympique (olympic record)
- PR : Record paralympique (paralympic record)
- PB : Record personnel (personal best)
- SB : Meilleure performance personnelle de la saison (season's best)
- WL : Meilleure performance mondiale de l'année (world leader)
- WJR : Record du monde junior (world junior record)
- WR : Record du monde (world record)

Circonstances et Conditions
- DNF : N'a pas terminé (did not finish)
- DNS : N'a pas pris le départ (did not start)
- DQ : Disqualification (disqualification)
- NM : Aucun essai valable enregistré (No Mark)
- Q : Qualifié « directement » au prochain tour (ou à la prochaine compétition), lors d'une compétition majeure, grâce au classement ou à la réalisation des minima (automatic qualifier)
- q : Qualifié au prochain tour (ou à la prochaine compétition), lors d'une compétition majeure, grâce au repêchage ou à la réalisation de l'une des meilleures performances parmi celles des « non qualifiés directement » (grâce au meilleur temps ou à la meilleure distance par exemple) (secondary qualifier)